# Henri Cobert
Henri Cobert, francoski general, * 1885, † 1944.